# Aphanasium albopilosum
Aphanasium albopilosum là một loài bọ cánh cứng trong họ Cerambycidae.